# Anne Lonnberg
Anne Lonnberg (uneori grafiat Anne Lönnberg, n. 17 februarie 1948, Berkeley, California, SUA) este o actriță de film, compozitoare și cântăreață americană cu origine suedeză. A jucat în 16 filme iar printre cele mai cunoscute filme ale sale se numără Fete în soare (1968), Întâlnire cu o necunoscută (1968) filmul cu James Bond 007 Moonraker (1979) și Insuportabila ușurătate a ființei (1988).

## Biografie
Lonnberg s-a născut în Berkeley, California, tatăl fiind suedez. Ea și-a început cariera de actorie în 1965, jucând mai ales în filme grecești. A apărut de-a lungul carierei sale într-o serie de filme și seriale de televiziune americane și franceze, dar numai în roluri secundare.
În paralel cu activitatea de actorie, a început să compună cântece pe care le interpreta ea însuși în limba franceză sau engleză. Astfel a lansat câteva single-uri și albume LP.

## Filmografie selectivă
- 1965 To nisi tis Afroditis
- 1968 Fete în soare (Koritsia ston ilio), regia Vasilis Georgiadis : Annabel Stone
- 1968 Întâlnire cu o necunoscută (Radevou me mian agnosti), regia Vasilis Georgiadis : Irene
- 1968 Mother Goes Greek
- 1971 The Deadly Trap : a doua baby sitter (nemenționat)
- 1974 Paul and Michelle : Susannah
- 1975 Dragoste și moarte (Love and Death), regia Woody Allen : Olga
- 1975 Synomosia sti Mesogeio : Samantha
- 1976 Seven Nights in Japan : Jane Hollander
- 1977 The Simple Past : Josepha
- 1978 Le dernier amant romantique
- 1979 Moonraker, regia Lewis Gilbert : ghida de la muzeu (fata lui Drax)
- 1979 Ciao, les mecs : Nicole
- 1979 Le divorcement : Eva
- 1982 L'amour des femmes, regia Michel Soutter : Hélène
- 1988 Insuportabila ușurătate a ființei (The Unbearable Lightness Of Being), regia Philip Kaufman : fotografa elvețiană

## Discografie selectivă

### Albume
- 1969 – Anne Lonnberg – Riviera (3) – 521.174, XCED 521.174, Franța, (LP, Album)

### Singles & EPs
- 1971 Ne Ferme Pas Ta Porte / By And By – Riviera (3) – 121 391, Franța, (Vinyl, 7", 45 RPM, Single)[4]
- 1976 L'enfant Qui Lui Ressemble / Réponds-Moi – Polydor – 2056 505, Franța, (Vinyl, 7", 45 RPM, Single)
- 1977 Le Silence Après Le Cri / J'taime Bien Paris – Polydor – 2056 628, (Vinyl, 7", 45 RPM, Single)[5]